# Erik de Broen
Erik de Broen, född 31 augusti 1946 i Sankt Petri församling i Malmö, är en svensk före detta fotbollsspelare (back). Han representerade Gais i fotbollsallsvenskan 1972–1973 och spelade även en säsong som halvproffs i den australiska klubben Brisbane Lions.

## Biografi
De Broen var en av fyra idrottande bröder i Hovås IF. Hans bror Louis spelade fotboll för Örgryte IS, och Erik och brodern Gerrit spelade dessutom handboll på elitnivå i IK Sävehof och GIK Wasaiterna. Den fjärde brodern, Nimrod, fick aldrig någon framgångsrik idrottskarriär, men blev i stället en förkämpe för instrumentet ukulele.
De Broen gick 1972 till Gais och spelade två säsonger för klubben, där han blev känd som en stenhård försvarare; bland annat sparkade han en gång ner Malmös och landslagets stjärna Bosse Larsson. Totalt blev det 27 matcher (inga mål) för de Broen i Gais.
I det civila var de Broen ingenjör, och då han i mitten av 1970-talet via brodern Gerrit fick arbete på ett bygge i Brisbane i Australien fick han även kontrakt med klubben Brisbane Lions i högstaligan. Under de Broens enda säsong i Brisbane, 1974/1975, vann klubben ligan och kom tvåa i cupen. Efter ett år i Australien flyttade han dock från landet och avslutade fotbollskarriären.